# Obrazy
Obrazy (ang. Images) – amerykańsko-brytyjski film fabularny z 1972 roku w reżyserii Roberta Altmana. Zdjęcia do filmu zostały nakręcone w Irlandii w miejscowościach Bray i Enniskerry.

## Fabuła
Niezbyt zainteresowane sobą małżeństwo, przyjeżdża do swego domku letniskowego, usytuowanego na odludziu. Kobieta ma dziwne wizje, w których widzi byłego kochanka, tragicznie zmarłego przed laty w katastrofie lotniczej. Do domku przybywają goście. Kobieta nie wie, czy dzieje się to na jawie, czy też jest to jej kolejne wyobrażenie. 

## Obsada
- René Auberjonois jako Hugh
- Susannah York jako Cathryn
- Marcel Bozzuffi jako Rene
- Hugh Millais jako Marcel
- Cathryn Harrison jako Susannah
- John Morley jako starzec
- Barbara Baxley – głos w słuchawce

oraz
Matthew Scurfield

## Nagrody i nominacje
Oscary 1973
- nominacja: Najlepsza muzyka oryginalna w filmie dramatycznym (John Williams)

Złote Globy 1972
- nominacja: Najlepszy zagraniczny film anglojęzyczny

BAFTA
- nominacja: Najlepsze zdjęcia (Vilmos Zsigmond)

25. MFF w Cannes
- wygrana w kategorii Najlepsza aktorka (Susannah York)
  - nominacja: Udział w konkursie głównym (Robert Altman)

Amerykańska Gildia Scenarzystów
- nominacja: Najlepszy scenariusz oryginalny w filmie dramatycznym (Robert Altman)